# Hochgräntenjoch
Das Hochgräntenjoch ist ein 2429 m ü. A. hoher Pass am Hauptkamm der Karnischen Alpen an der Staatsgrenze zwischen Österreich im Norden und Italien im Süden. Auf österreichischer Seite gehört das Joch zur Tiroler (bzw. Osttiroler) Gemeinde Kartitsch, auf italienischer Seite zur Südtiroler Gemeinde Sexten. Am Joch befindet sich der Hochgräntensee.

## Geschichte
Während des Ersten Weltkriegs verlief die Front zwischen Österreich-Ungarn und Italien entlang des Karnischen Kamms. Das Hochgräntenjoch war vor allem im Sommer 1915 heftigen italienischen Angriffen ausgesetzt. Am Joch befand sich eine Barackenstadt mit Magazinen, Unterkünften und der Bergstation einer ins Hollbrucker Tal führenden Seilbahn. Betonfragmente sind noch erkennbar und beim Aufstieg zum Demutgipfel sichtbar. Dort befindet sich nördlich unterhalb des Gipfels der Eingang zu einem unterirdischen Beobachtungsstand, der gegen Süden zwei metallgerahmte Sehschlitze aufweist.

## Kriegerfriedhof
Am Hochgräntenjoch befindet sich der höchstgelegene Kriegerfriedhof Mitteleuropas. Innerhalb der Mauereinfriedung, mit dreiseitig umspannender, handgeschmiedeter Kette sind vier gefallene Soldaten der österreichisch-ungarischen Armee vom 6. September 1915 bestattet. Der kleine Bergfriedhof wird vom Jägerregiment Lienz betreut.

## Aufstieg
- Weg 403 Karnischer Höhenweg: Etwa 1,5h östlich der Sillianer Hütte.